# Hauteville Fairy

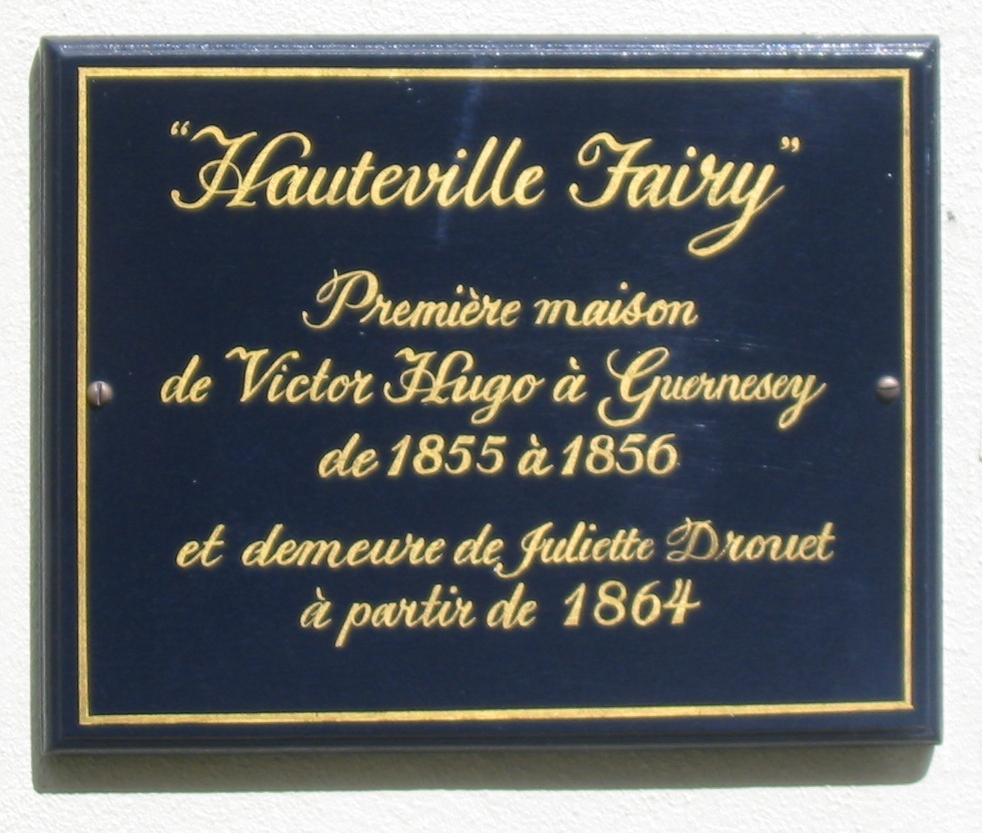
Plaque sur la façade de « Hauteville Fairy ».

Hauteville Fairy ou Hauteville II est une maison située 20 rue Hauteville à Saint-Pierre-Port sur l'île de Guernesey, ayant appartenu à Victor Hugo et Juliette Drouet, et dans laquelle a résidé la famille Hugo en 1855 et 1856, puis Juliette Drouet de 1864 à 1870.

## Appellations
D'abord connue comme « maison Domaille », du nom des propriétaires pendant lors de l'arrivée de Victor Hugo à Guernesey, le poète la désigne ensuite comme « Hauteville Terrace » au moment où il y emménage, association du nom de la rue où elle se trouve et du nom de sa maison à Jersey, « Marine Terrace », puis la nomme « Hauteville House ». Il attribue ensuite ce nom à la maison qu'il achète au 38 rue Hauteville, où il réside pendant près de quinze ans. Aujourd'hui, afin de la différencier de « Hauteville House », elle est nommée « Hauteville Fairy » ou « Hauteville II » ou « Hauteville Terrace » ou encore « Hauteville House I », rappelant ainsi qu'elle fut la première maison de Victor Hugo à porter le nom de « Hauteville House ».

## Histoire
Arrivé le 31 octobre 1855 sur l'île de Guernesey, Victor Hugo loge d'abord à l'Hôtel de l'Europe. Le 9 novembre 1855, il emménage avec sa famille dans la maison située 20 rue Hauteville, où il reste pendant un an. Le 5 novembre 1856, la famille Hugo quitte le 20 rue Hauteville pour le 38 rue Hauteville, où se situe  Hauteville House, maison achetée par Victor Hugo au mois de mai. Vers avril 1863, Hugo estimant que « La Fallue », maison qu'occupe Juliette Drouet à Guernesey depuis 1856, est trop humide et néfaste à sa santé, cherche à louer pour elle le 20 de la rue Hauteville. Le 19 mai 1863, Juliette Drouet signe un bail pour la maison du 20 Hauteville,. Juliette Drouet et Victor Hugo acquièrent conjointement cette maison, par un contrat établi le 16 avril 1864 et enregistré le 19 avril 1864. Juliette s'y installe le 15 juin 1864,.

## Description
Dans une lettre du 11 novembre 1855, Victor Hugo désigne ainsi la maison qu'il occupe : « Je demeure à Saint-Pierre, capitale de l'île, Hauteville Street 20, dans une sorte de nid de goélands que j’ai nommé Hauteville-Terrace. » Puis dans une lettre du 15 novembre 1855 : « Hauteville-House remplace Marine-Terrace. C’est, comme Marine-Terrrace, un nid d’oiseau de mer avec l’immensité pour horizon. »
Adèle Hugo écrit le 25 novembre 1855 : 
« Notre maison est belle, la pleine mer est en bas ... Nous voyons de nos fenêtres toutes les îles de la Manche et le port qui est à nos pieds. C’est une vue splendide. Le soir, au clair de lune, cela tient du rêve. Tout juste un jardin, à peine un prétexte à fleurs. Nous avons une serre, mais elle n’est pas de plain pied avec le jardin. Il faut aller la chercher ... elle est bien entendue du reste, il y a des gradins pour les fleurs et beaucoup de raisin. Il y a un salon très grand avec trois fenêtres à la française et à balcon. C’est là que nous nous tenons. »